# Denaturatie (biochemie)
Onder denatureren wordt in de biochemie het verlies van de ruimtelijke structuur van bepaalde stoffen verstaan, zoals een eiwit of een nucleïnezuur, waardoor eigenschappen en werking vaak sterk veranderen. Denaturatie vindt plaats onder niet-fysiologische omstandigheden van pH, concentratie en temperatuur.

## Denaturatie van eiwitten

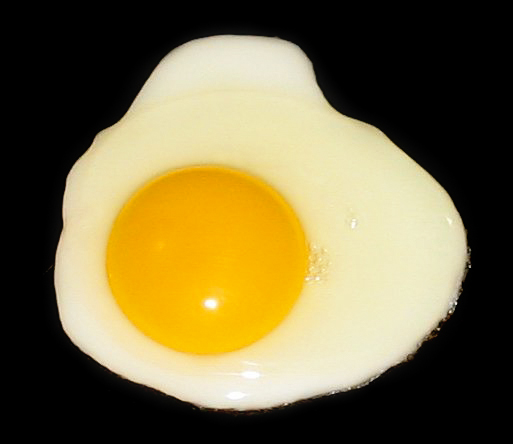
De denaturatie van proteïnes bij het bakken van een ei is onomkeerbaar

Bij denaturatie verliest een groot molecuul (macromolecuul) haar ruimtelijke structuur. Daar de functie van een molecuul altijd samenhangt met haar samenstelling en structuur, raakt een molecuul bij denaturatie ook haar functie kwijt.

### Denaturatie bij ei
Een bekend voorbeeld van denaturatie is het koken of bakken van een ei. "Het ei stolt", wordt vaak gezegd, maar dit is in feite onjuist. Stollen is een omkeerbaar proces waarbij een stof overgaat van de vloeibare naar een vaste toestand, zoals 'bevroren water' oftewel ijs. IJs kan altijd weer vloeibaar worden, maar de eiwitten in het ei zullen hun ruimtelijke structuur nooit meer terugkrijgen. Het 'eiwit van een ei denatureert bij een temperatuur vanaf 63 graden Celsius, het eigeel heeft daar een minimale temperatuur van 68 graden Celsius voor nodig.

### Lichaamstemperatuur
Wanneer iemand hoge koorts krijgt of wordt blootgesteld aan hoge temperaturen, stijgt zijn lichaamstemperatuur aanvankelijk geleidelijk. Het lichaam houdt de temperatuur in de hand door middel van onder andere transpiratie en verwijding van bloedvaten in de huid. Een te hoge temperatuur veroorzaakt in het lichaam denaturatie van eiwitten, waardoor ze hun functie niet meer kunnen uitoefenen doordat zij hun ruimtelijke structuur verliezen. Aangezien het lichaam voor een groot deel uit eiwitten bestaat en eiwitten een grote rol spelen bij diverse lichaamsprocessen, is een te hoge temperatuur uiteindelijk dodelijk. Boven de 42 graden Celsius denatureren namelijk ook de eiwitten die het lichaam gebruikt om haar temperatuur te regelen. De temperatuur zal door de denaturatie versneld stijgen, waardoor men sterft. Hierdoor is het van levensbelang om hoge koorts met koortsdempende middelen te behandelen, zoals aspirine of paracetamol.

## Denaturatie van DNA
Ook bij verwarmen van DNA treedt denaturatie op, de twee strengen van de dubbele helix laten elkaar los. De temperatuur waarbij dit gebeurt is karakteristiek voor de (soort)herkomst van het DNA en wordt ook wel het smeltpunt van het betreffende DNA genoemd. In tegenstelling tot de denaturatie van eiwitten is denaturatie van DNA vaak wel omkeerbaar. Dit verschijnsel wordt toegepast in de PCR.